# Alfred Morrison Lay
Alfred Morrison Lay (* 20. Mai 1836 im Lewis County, Missouri; † 8. Dezember 1879 in Washington, D.C.) war ein US-amerikanischer Politiker. Im Jahr 1879 vertrat er den Bundesstaat Missouri im US-Repräsentantenhaus.

## Werdegang
Im Jahr 1842 zog Alfred Lay mit seinen Eltern in das Benton County. Er besuchte private Schulen und studierte danach bis 1856 am Bethany College im späteren West Virginia. Nach einem Jurastudium und seiner 1857 erfolgten Zulassung als Rechtsanwalt begann er in Jefferson City in diesem Beruf zu arbeiten. Bis 1861 war er Bundesstaatsanwalt für den westlichen Teil von Missouri. Während des Bürgerkrieges diente Lay im Heer der Konföderation, in dem er es bis zum Hauptmann brachte. Nach dem Krieg setzte er seine Anwaltstätigkeit in Jefferson City fort.
Politisch war Lay Mitglied der Demokratischen Partei. Im Jahr 1875 war er Delegierter auf einer Versammlung zur Überarbeitung der Verfassung von Missouri. Bei den Kongresswahlen des Jahres 1878 wurde er im siebten Wahlbezirk seines Staates in das US-Repräsentantenhaus in Washington gewählt, wo er am 4. März 1879 die Nachfolge von Thomas Theodore Crittenden antrat. Dieses Mandat konnte er bis zu seinem Tod in der Bundeshauptstadt am 8. Dezember 1879 ausüben. Er wurde in Jefferson City beigesetzt.